# Prawo Agaty
Prawo Agaty – polski serial obyczajowy, był emitowany od 4 marca 2012 do 26 maja 2015 przez stację TVN, w reżyserii Macieja Migasa z Agnieszką Dygant w roli głównej. Pomysłodawczynią serialu była Karolina Frankowska. W czołówce wykorzystano piosenkę Amy Macdonald „This Is The Life”.
Powstało siedem serii: pierwsza liczy 15 odcinków, kolejne po 13 odcinków. Pierwsza seria była emitowana w niedziele, natomiast od drugiego do siódmego sezonu serial nadawano we wtorki.
21 kwietnia 2015 TVN poinformował o zakończeniu produkcji Prawa Agaty i o tym, że ostatni odcinek zostanie wyemitowany pod koniec maja tego roku. Serial zajął 3. miejsce w plebiscycie Telekamery 2015 w kategorii Serial, uzyskując 22% głosów.

## Fabuła

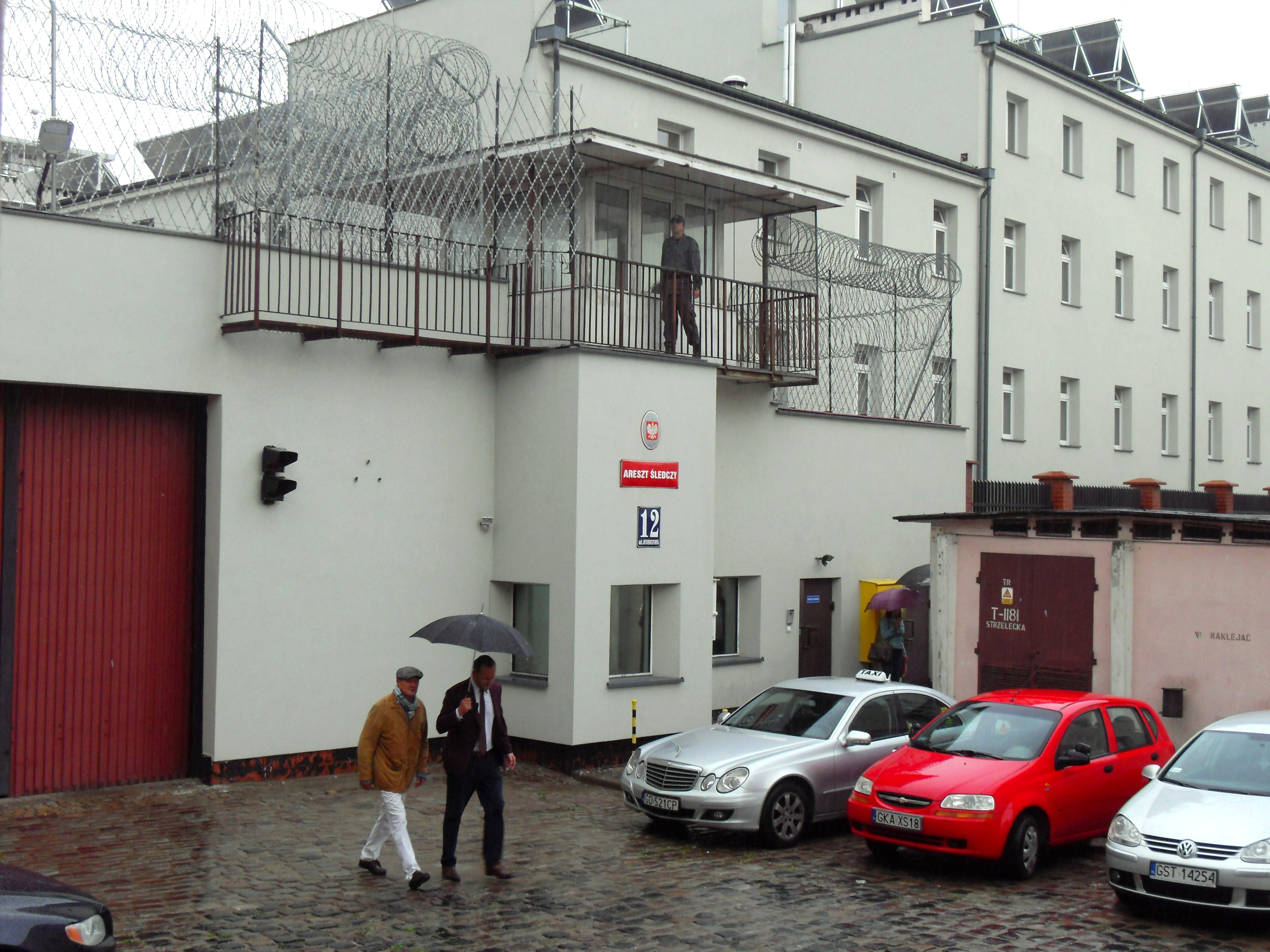
Plan filmowy serialu Prawo Agaty, brama Aresztu Śledczego w Gdańsku, Tomasz Dedek i Leszek Lichota

Serial opowiada o trzydziestoparoletniej dyrektor działu prawnego w koncernie ubezpieczeniowym – Agacie Przybysz (Agnieszka Dygant), pochodzącej z Bydgoszczy, która w wyniku nieprzyjemnych wydarzeń traci pracę i musi od nowa zbudować zarówno swoje życie zawodowe, jak i prywatne. Dostaje propozycję od swojej przyjaciółki – Doroty (Daria Widawska), by wraz z nią wynająć lokal i założyć kancelarię prawniczą. Dla Agaty jest to prawdziwe wyzwanie, gdyż sprawy, ludzie i problemy, z którymi będzie mieć do czynienia, znacznie odbiegają od wielkich ubezpieczeniowych batalii, do których była przyzwyczajona.
W każdym z odcinków bohaterowie prowadzą nową sprawę, którą podejmie kancelaria. Często też aktorzy występujący gościnnie odgrywają najważniejsze role w danym odcinku, a ich problemy związane są z tym, co aktualnie przeżywają prywatnie główni bohaterowie.

## Obsada

### Główna
| Aktor                  | Rola                                                 | Okres występowania    |
| ---------------------- | ---------------------------------------------------- | --------------------- |
| Agnieszka Dygant       | adwokat Agata Przybysz                               | 2012–2015 (serie 1-7) |
| Leszek Lichota         | adwokat Marek Dębski                                 | 2012–2015 (serie 1-7) |
| Daria Widawska         | adwokat Dorota Gawron, później sędzia                | 2012–2015 (serie 1-7) |
| Michał Mikołajczak     | Bartłomiej Janowski, asystent Agaty, później adwokat | 2012–2015 (serie 1-7) |
| Małgorzata Kożuchowska | Maria Okońska, prokurator rejonowa, później okręgowa | 2012–2015 (serie 1-7) |
| Tomasz Karolak         | Wojciech Gawron, mąż Doroty                          | 2012–2015 (serie 1-7) |
| Marian Opania          | Andrzej Przybysz, trener piłkarski, ojciec Agaty     | 2012–2015 (serie 1-7) |
| Katarzyna Zawadzka     | Aniela Bylińska, asystentka, córka Teresy            | 2013–2015 (serie 3-7) |

### Drugoplanowa
| Aktor                            | Rola                                                     | Okres występowania              |
| -------------------------------- | -------------------------------------------------------- | ------------------------------- |
| Maciej Dybowski                  | Jan Gawron, syn Doroty i Wojtka                          | 2012–2015 (serie 1-7)           |
| Ignacy Sut                       | Filip Gawron, syn Doroty i Wojtka                        | 2012–2015 (serie 1-7)           |
| Tomasz Dedek                     | detektyw Pluciński, znajomy Marka Dębskiego              | 2012–2015 (serie 1-7)           |
| Bartłomiej Świderski             | Rafał Ostrowski (Hubert Sułecki), były narzeczony Agaty  | 2012, 2014 (serie 1-2, 5)       |
| Łukasz Nowicki                   | Maciek Cieślak, były chłopak Agaty                       | 2012 (serie 1-2)                |
| Mariusz Bonaszewski              | Nawrocki, prezes Prospectrum                             | 2012, 2014 (serie 1, 5)         |
| Katarzyna Kwiatkowska            | Katarzyna Czaja, koleżanka Agaty                         | 2012, 2014 (serie 1, 5)         |
| Gabriela Oberbek                 | Bernadetta, opiekunka Filipa                             | 2012–2013 (serie 1-3)           |
| Andrzej Konopka                  | prokurator Sadowski                                      | 2012–2015 (serie 2-7)           |
| Marek Barbasiewicz               | Bronisław Janowski, ojciec Bartłomieja                   | 2012–2015 (serie 2-3, 5, 7)     |
| Maria Pakulnis                   | matka Wojciecha Gawrona                                  | 2012–2015 (serie 2, 4-5, 7)     |
| Piotr Garlicki                   | ojciec Wojciecha Gawrona                                 | 2012–2013, 2015 (serie 2, 4, 7) |
| Mateusz Janicki                  | prokurator Piotr Hynek                                   | 2013–2015 (serie 3-7)           |
| Karolina Kominek                 | Justyna Winogradzka, aplikantka Bitnera, później adwokat | 2013–2015 (serie 3-7)           |
| Jan Frycz                        | adwokat Feliks Bitner                                    | 2013 (serie 3-4)                |
| Anna Dereszowska                 | adwokat Iwona Czerska                                    | 2013–2015 (serie 3, 5-7)        |
| Piotr Grabowski                  | adwokat Krzysztof Tuliński                               | 2013–2015 (serie 3-7)           |
| Małgorzata Pieczyńska            | Teresa Bylińska, wpływowa klientka kancelarii            | 2013 (serie 3-4)                |
| Mirosław Baka                    | komisarz Krzysztof Majewski                              | 2013 (serie 3-4)                |
| Natalia Keber                    | Antonina Majewska, córka komisarza Majewskiego           | 2013 (seria 4)                  |
| Jerzy Grałek                     | Kazimierz Dębski, ojciec Marka                           | 2013 (seria 4)                  |
| Marcin Hycnar                    | ksiądz Robert Dębski, brat Marka                         | 2013–2014 (serie 4-5)           |
| Ewa Borowik                      | Zofia Przybysz, druga żona Andrzeja Przybysza            | 2013–2015 (serie 3-7)           |
| Karolina Białek/Adrianna Żołądek | Zuzanna, córka Doroty i Wojtka                           | 2013–2014 (serie 3-7)           |
| Magdalena Walach                 | Ewa Szotkiewicz, przyjaciółka Marka                      | 2014 (seria 6)                  |
| Filip Sysiak                     | Franciszek Janowski, syn Bartłomieja                     | 2014–2015 (serie 6-7)           |
| Eryk Lubos                       | Michał Cybulski, przyrodni brat Agaty                    | 2015 (seria 7)                  |

#### I seria
Odcinek 1
- Joanna Borer jako Jolanta, pracownica Prospectrum (także odcinek 15)
- Bartosz Turzyński jako Tomasz Kowalski, kolega Agaty z Prospectrum (także odcinki 15, 58, 64, 65, 66)
- Joanna Sydor jako Jola, koleżanka Agaty z Prospectrum (także odcinek 2)
- Maciej Kujawski jako ochroniarz w Prospectrum (także odcinek 4)
- Anna Ilczuk jako Anna, sekretarka prezesa Prospectrum
- Norbert Rakowski jako dyrektor Polfly
- Dariusz Wnuk jako radca prawny Polfly
- Wiktoria Gorodeckaja jako Magdalena Niewczas, klientka Dębskiego
- Janusz Nowicki jako sędzia Putkiewicz
- Elżbieta Kijowska jako sekretarka w sądzie
- Grzegorz Stosz jako policjant (także odcinek 4)
- Tomasz Sobczak jako Oskar Warecki (także odcinek 2)

Odcinek 2
- Tomasz Borkowski jako Kuba, chłopak Kasi Czaji, koleżanki Agaty
- Aleksandra Popławska jako Ewa Pachman
- Wojciech Dąbrowski jako Jerzy Pachman, mąż Ewy
- Katarzyna Zielińska jako Emilia Miedziejewska, pielęgniarka (także odcinki 56, 57)
- Małgorzata Sadowska jako recepcjonistka
- Bogdan Koca jako sędzia Gebel (także w odcinki 17 i 43)
- Zofia Bajno jako ławniczka (także odcinek 5)
- Robert Błoński jako ławnik (także odcinek 5)

Odcinek 3
- Dominika Kluźniak jako Joanna
- Magdalena Łaska jako Paulina Czerwińska, wspólniczka Joanny
- Marcin Zacharzewski jako Paweł Mazurkiewicz, chłopak Pauliny i były chłopak Joanny
- Jacek Braciak jako adwokat Gładysz
- Aleksander Bednarz jako sędzia Kozłowski (także odcinek 8)
- Ilona Chojnowska jako kolejna dziewczyna Pawła
- Wojciech Kalarus jako Majewski, szef agencji modelek
- Jakub Snochowski jako fotograf Miłosz
- Jacek Mosur jako Maciej Bielawski, klient Marka

Odcinek 4
- Gabriela Muskała jako Kinga Bugajska, partnerka Piotra Godlewskiego
- Grażyna Strachota jako Anna Godlewska, była żona Piotra Godlewskiego
- Konrad Darocha jako Piotr Godlewski, syn Godlewskiej
- Krzysztof Czeczot jako adwokat (także odcinek 45)
- Krzysztof Stelmaszyk jako Mateusz Frydrych, przyjaciel Godlewskiego, partner Kingi
- Lech Mackiewicz jako Marcin Kubiak, przyjaciel Godlewskiego
- Artur Steranko jako Janowski, przyjaciel Godlewskiego
- Halina Skoczyńska jako sędzia Adamska
- Karolina Piechota jako Barbara, klientka Doroty
- Konrad Marszałek jako Sławek, mąż Barbary
- Marek Ślosarski jako profesor Dylczak, chirurg plastyczny
- Jacek Różański jako sędzia Rafalski

Odcinek 5
- Agata Kulesza jako Krystyna Sikorska, córka Elżbiety
- Mariusz Pogonowski jako mąż Krystyny Sikorskiej
- Dorota Pomykała jako Elżbieta Karska
- Marek Kasprzyk jako policjant Waryński, kolega Karskiego
- Małgorzata Niemirska jako sąsiadka Karskiej
- Ewa Wencel jako sędzia (także odcinki 52 i 84)
- Gennadij Rozenberg jako sędzia (także odcinek 15)
- Roksana Krzemińska jako sekretarka w kancelarii
- Jacek Sut jako klient Doroty

Odcinek 6
- Paweł Przyborowski jako Staszek Matysek
- Agnieszka Wosińska jako Agnieszka Matysek, matka Staszka, koleżanka Agaty z Prospectrum
- Zbigniew Stryj jako Artur Matysek, ojciec Staszka
- Marianna Januszewicz jako koleżanka Staszka
- Marek Siudym jako woźny Marcin Pietras
- Michał Włodarczyk jako Dominik Molski, kolega Staszka
- Grzegorz Palkowski jako Nowak, kolega Staszka
- Jan Aleksandrowicz-Krasko jako Kamil Majewski, klient Marka
- Marcin Kwaśny jako adwokat Olszewski (także odcinki 13, 34, 62)
- Agata Rzeszewska jako sędzia Ostrowska (także odcinki 10, 20, 44, 57, 79)
- Grzegorz Wolf jako prokurator Pobłodzki

Odcinek 7
- Wojciech Solarz jako Tomasz Wolny, scenarzysta
- Michał Zieliński jako Jan Szymczak, scenarzysta
- Jacek Poniedziałek jako Wroński, producent filmowy
- Grzegorz Gadziomski jako Marian Konopka, były klient Doroty
- Joachim Lamża jako Jerzy Kwiatkowski, lokator mieszkania Konopki
- Aldona Jankowska jako Bożena, konkubina Kwiatkowskiego
- Maja Barełkowska jako komornik Karnowska
- Marcin Błaszak jako „On” w filmie „Biuro miłości”
- Orina Krajewska jako „Ona” w filmie „Biuro miłości”
- Stanisław Brejdygant jako profesor Bartka
- Mirosław Haniszewski jako sędzia
- Krzysztof Gordon jako adwokat Rozwadowski

Odcinek 8
- Beata Ścibakówna jako Lidia Skalska, była szefowa Katarzyny Czaji
- Marcin Perchuć jako redaktor naczelny „Czasu”
- Anna Nowak-Ibisz jako Anita Dziedzic, była pracownica „Czasu”
- Lena Frankiewicz jako Ula, asystentka Skalskiej
- Dariusz Kwaśnik jako sędzia
- Michał Staszczak jako adwokat „Czasu” (także odc. 90)
- Jerzy Łapiński jako Leszek Tkaczyk, były nauczyciel matematyki Dębskiego
- Zbigniew Moskal jako prokurator

Odcinek 9
- Andrzej Mastalerz jako Jerzy Bartosik
- Joanna Kurowska jako Ewa Bartosik, żona Jerzego
- Bartosz Obuchowicz jako Jacek Bartosik, syn Bartosików
- Olga Sarzyńska jako Karina Łukowska, była dziewczyna Jacka
- Magdalena Suzynowicz jako Agnieszka, nowa dziewczyna Jacka
- Włodzimierz Gołaszewski jako sędzia Domański (także odcinek 31)
- Jarosław Gajewski jako prokurator
- Stanisław Biczysko jako ojciec Marii Okońskiej
- Halina Łabonarska jako matka Marii Okońskiej
- Krzysztof Franieczek jako Adam Stępiński, gangster

Odcinek 10
- Piotr Nowak jako Paweł Sokolski
- Agnieszka Dulęba-Kasza jako Anna Sokolska, żona Pawła
- Eliza Borowska jako Olga Sokolska, siostra Pawła
- Patrycja Soliman jako Irena Marcisz, pracownik kantoru
- Wojciech Czerwiński jako narzeczony Ireny Marcisz
- Adam Nawojczyk jako Rozwadowski, świadek
- Joanna Jeżewska jako psychoterapeutka
- Sławomir Głazek jako prokurator (także odcinek 42)
- Elżbieta Karkoszka-Stefańska jako Maczkowa, sąsiadka Andrzeja Prezybysza

Odcinek 11
- Sonia Bohosiewicz jako Marta Żarska
- Jan Jankowski jako mecenas Robert Żarski, mąż Marty
- Joanna Liszowska jako Karolina, przyjaciółka Żarskiej
- Robert Rozmus jako Łukasz Konieczny, szef Marty
- Katarzyna Maciąg jako Jadwiga Kowalewska
- Artur Łodyga jako Jacek Nowacki, mąż Jadwigi
- Michał Breitenwald jako adwokat Piątka (także odcinki 51, 58)
- Sławomir Holland jako sędzia (także odcinek 47, 86)
- Magdalena Modra-Krupska jako żona Bogusławskiego
- Jerzy Mularczyk jako komornik
- Monika Pikuła jako sędzia Filipek
- Hanna Chojnacka jako sędzia (także odcinek 24)

Odcinek 12
- Anna Prus jako Iwona Stasiak
- Elżbieta Romanowska jako Maja Lipiec, przyjaciółka Iwony
- Maciej Mikołajczyk jako Artur Stasiak, brat Iwony
- Aleksander Fabisiak jako Adamowicz, były szef Iwony
- Małgorzata Rożniatowska jako Bożena Adamowicz
- Katarzyna Galica jako Żaneta Wojciechowska
- Ewa Serwa jako Kwiatkowska, właścicielka biura podróży
- Katarzyna Ankudowicz jako Ada Kołodziejek, znajoma Wojciechowskiej
- Mateusz Dewera jako Jakub Kołodziejek, znajomy Wojciechowskiej
- Danuta Borsuk jako kelnerka w Bartowicach
- Antonina Choroszy jako Kornecka, adwokat Adamowicza
- Małgorzata Duda-Kozera jako adwokat biura podróży
- Piotr Grabowski jako członek zarządu fabryki
- Michał Grudziński jako sędzia w sprawie Wojciechowskiej
- Aleksander Mikołajczak jako sędzia Zajkowski

Odcinek 13
- Ewa Dałkowska jako Izabela Grabowska, była patronka Agaty
- Dawid Ogrodnik jako Dawid Kowal, siostrzeniec Izabeli
- Jan Wieczorkowski jako Tomasz Zaryski
- Jarosław Kopaczewski jako prokurator
- Zbigniew Konopka jako lekarz
- Teresa Sawicka jako sędzia Winiarska

Odcinek 14 i 15
- Gabriela Czyżewska jako Grażyna
- Ewa Hornich jako Olga Głowińska
- Zbigniew Dziduch jako Zygmunt Głowiński
- Karina Seweryn jako Hanna
- Malwina Buss jako Justyna Cisowska
- Anita Jancia jako Natalia Choroś
- Katarzyna Cynke jako pielęgniarka Małgorzata Pawłowska
- Beata Kawka jako prawnik Prospectrum
- Bartłomiej Topa jako prawnik Prospectrum
- Edward Lubaszenko jako sędzia Michałowski
- Miłogost Reczek jako Jerzy Michalak
- Robert Majewski jako Cezary

#### II seria
Odcinek 16
- Maciej Musiał jako Sebastian Wróblewski
- Wojciech Rotowski jako Paweł Sitnik
- Marek Kałużyński jako deweloper
- Bartłomiej Krat jako radca prawny
- Maria Gładkowska jako sędzia Klimecka
- Oskar Makowski jako zawodnik
- Kamil Kołodziński jako zawodnik
- Michał Anioł jako prokurator Staroń
- Damian Damięcki jako Warda
- Ireneusz Dydliński jako mężczyzna w firmie
- Stanisław Grzymkowski jako Janusz Wróblewski
- Dariusz Jakubowski jako Dariusz Marczak, znajomy Huberta Sułeckiego (także odcinki 17, 28, 29, 32, 42, 43, 44)

Odcinek 17
- Rafał Królikowski jako Marcin Kos
- Emilia Komarnicka jako Ola, narzeczona Marcina
- Agnieszka Warchulska jako Paulina Szczucka, żona Marcina
- Michał Czernecki jako Krzysztof Hańcza
- Magdalena Czerwińska jako sędzia Kostrzewa
- Barbara Dziekan jako kuratorka
- Ewa Kasprzyk jako matka Oli
- Krzysztof Janczar jako adwokat Pauliny Szczuckiej

Odcinek 18
- Katarzyna Dorosińska jako Lena Góralczyk
- Halina Rowicka jako Anna, matka Leny
- Piotr Jankowski jako Marcin Brożek
- Mariusz Zaniewski jako adwokat Marcina
- Dorota Landowska jako sędzia Kulczycka (także odcinki 60, 69)
- Andrzej Blumenfeld jako sędzia Rybicki (także odcinek 58)
- Jolanta Lothe jako Elżbieta
- Grzegorz Warchoł jako szef Elżbiety
- Arkadiusz Detmer jako Woźniak, adwokat szefa Elżbiety
- Marta Gajko jako Klaudia Janik
- Joanna Gleń jako ciężarna pacjentka
- Magdalena Kizinkiewicz jako żona Brożka
- Andrzej Niemirski jako lekarz

Odcinek 19
- Szymon Bobrowski jako dr Rober Woliński
- Małgorzata Buczkowska jako Renata Morawska
- Krzysztof Pieczyński jako dr Michał Kasprzycki
- Andrzej Pieczyński jako prokurator
- Marta Walesiak jako podstawiona „córka pacjenta”
- Agnieszka Wagner jako radiolog Zofia Mędrzycka
- Wojciech Skibiński jako sędzia Radosz (także odcinki 51, 71, 86)
- Aleksandra Justa jako mediatorka
- Zdzisław Wardejn jako Tadeusz Morawski, ojciec Dariusza
- Tadeusz Wojtych jako profesor Raczyński

Odcinek 20
- Małgorzata Foremniak jako Monika Górska
- Rafał Fudalej jako Marcin Górski, pasierb Moniki
- Marcin Czarnik jako rekwizytor Paweł Fabiański
- Ewa Florczak jako gosposia Moniki Górskiej
- Paweł Domagała jako Jacek Kaczmarek
- Laura Breszka jako Beata Kaczmarek
- Leon Charewicz jako Władysław, wuj Jacka
- Marek Frąckowiak jako sędzia Socha (także odcinki 64, 74, 89)
- Wiesław Cichy jako sędzia Bukowski (także odcinki 36, 57, 72, 91)
- Małgorzata Lipmann jako krytyk sztuki
- Jarosław Witaszczyk jako aktor
- Rafał Żabiński jako reżyser
- Agnieszka Żulewska jako Katarzyna Wnuk

Odcinek 21
- Łukasz Garlicki jako Wiktor Rataj
- Michał Grzybowski jako Radosław Płoński, brat Wiktora
- Magdalena Górska jako Kinga Płońska, żona Radka
- Dominika Łakomska jako koleżanka Doroty (także odcinek 33)
- Monika Fronczek jako koleżanka Doroty
- Marek Włodarczyk jako lekarz (także odcinek 28)
- Jerzy Matałowski jako sędzia Antczak (także odcinek 33)
- Dorota Gorjainow jako pielęgniarka

Odcinek 22
- Marcin Korcz jako Mikołaj, muzyk „Off Roads”
- Wacław Mikłaszewski jako „Cichy”, muzyk „Off Roads”
- Antoni Królikowski jako Krzysztof, muzyk „Off Roads”
- Bartosz Gelner jako Robert, muzyk „Off Roads”
- Kinga Ilgner jako pełnomocniczka Roberta
- Mateusz Łasowski jako Dawid
- Marek Lewandowski jako sędzia Skarżyński (także odcinki 41, 46, 55, 81)
- Karol Wróblewski jako sędzia Nowak (także od. 82)
- Alicja Dąbrowska jako szefowa agencji
- Przemysław Kozłowski jako prokurator Orliński (także odcinki 48, 62, 76, 88)

Odcinek 23
- Ireneusz Czop jako Marcin Chojecki (także odcinek 28)
- Anita Sokołowska jako Beata Chojecka, żona Marcina (także odcinek 28)
- Joanna Kasperska jako Barbara, księgowa Chojeckiego
- Krzysztof Ogłoza jako Krzysztof Miłek, kierowca Chojeckiego (także odcinek 28)
- Mirosław Guzowski jako doktor Borecki (także odcinek 24)
- Magdalena Schejbal jako prokurator Kowalik (także odcinki 28, 73)
- Roch Siemianowski jako sędzia Zawadzki

Odcinek 24
- Maciej Zakościelny jako Konrad Nałęcz
- Maja Hirsch jako Justyna Nałęcz, żona Konrada
- Łukasz Konopka jako Adam, partner Justyny Nałęcz
- Adam Cywka jako adwokat Justyny Nałęcz
- Marta Chodorowska jako Magda
- Janusz Łagodziński jako Biernacki
- Modest Ruciński jako adwokat Biernackiego
- Anna Radwan jako sędzia Apatowska

Odcinek 25
- Przemysław Sadowski jako Arkadiusz Jezierski
- Michał Buszmicz jako Tomasz Badowski, morderca Elżbiety Jezierskiej
- Monika Krzywkowska jako Renata, siostra Elżbiety Jezierskiej
- Michał Meyer jako asystent Jezierskiego
- Joanna Pokojska jako sąsiadka Jezierskich
- Marta Nieradkiewicz jako Magda Buhl, podstawiona kochanka Jezierskiego
- Maciej Makowski jako pracownik firmy Janowskiego
- Marek Richter jako sędzia Furgiński (także odcinek 73)
- Michał Kula jako śledczy

Odcinek 26
- Olga Kalicka jako Julia Kowerska
- Radosław Pazura jako Zbigniew Wysocki, ojczym Julii
- Wojciech Błach jako Marcin, ojciec Julii
- Magdalena Nieć jako Beata Kowerska, ciotka Julii
- Piotr Bąk jako ojciec Ksawerego
- Halina Chmielarz jako matka Ksawerego
- Krzysztof Piątkowski jako Krzysztof
- Agnieszka Kowalska jako Barbara Tarkowska, dyrektor firmy ubezpieczeniowej (także odcinek 27)
- Jolanta Żółkowska jako sędzia Kamińska
- Cezary Morawski jako sędzia Jurga (także odcinki 48, 56, 76, 83)
- Iwona Rulewicz jako biegła psychiatra

Odcinek 27
- Dawid Zawadzki jako Tomasz Świdera
- Marieta Żukowska jako Emilia Świdera, żona Tomasza
- Marek Włodarczyk jako Lucjan Kamiński
- Jarosław Zawadko jako policjant
- Mariusz Kiljan jako mecenas Jacek Różycki, adwokat Ostrowskiego
- Piotr Borowski jako prokurator Morąg
- Andrzej Baranowski jako sędzia Kornicki
- Wacław Szklarski jako klient Karoliny

Odcinek 28
- Joanna Żółkowska jako pani Zofia
- Bożena Stachura jako Gajewska, właścicielka biura matrymonialnego
- Wojciech Billip jako Zbigniew Rybacki, aktor
- Lidia Sadowa jako mecenas Pawłowska
- Magdalena Lamparska jako Marlena Moczulska
- Jacek Bursztynowicz jako sędzia
- Ewa Audykowska jako żona Michałowskiego
- Marek Bargiełowski jako przewodniczący sądu
- Mariusz Siudziński jako sędzia Witkowski (także odcinki 51, 84, 87)
- Ewa Pająk – przewodnicząca sądu

#### III seria
Odcinek 29
- Magdalena Cielecka jako Danuta Łobacz
- Anna Próchniak jako Agnieszka Chęcińska, opiekunka Zosi
- Piotr Michalski jako Konrad Łobacz
- Agnieszka Mandat jako Agnieszka Łobacz, matka Konrada
- Artur Kocięcki jako biegły psycholog
- Jan Janga-Tomaszewski jako Jan Woźniak, klient Marka (także odcinek 30)
- Lech Łotocki jako sędzia (także odcinki 50, 78, 88)

Odcinek 30
- Michał Żurawski jako Szymon Rozbicki
- Kamilla Baar jako Hanna Mazur
- Jacek Domański jako biegły alpinista
- Bartosz Głogowski jako mecenas Jamrosz (także odcinki 44, 57, 70)
- Maciej Luśnia jako prokurator
- Jacek Mikołajczak jako sędzia (także odcinki 47, 62, 79, 80, 87)
- Maciej Robakiewicz jako sędzia Bartczak (także odcinki 48, 58, 74)

Odcinek 31
- Grzegorz Małecki jako Janusz Gilewicz (także odcinek 32)
- Aleksander Trąbczyński jako inżynier na budowie
- Wojciech Machnicki jako adwokat
- Urszula Grabowska jako Ewa Długosz
- Marta Klubowicz jako nauczycielka fizyki
- Daniel Dziorek jako Łukasz Gajda
- Bernadetta Machała-Krzemińska jako matka Łukasza Gajdy
- Lidia Bogaczówna jako sędzia (także odcinki 50, 64, 76, 82)

Odcinek 32
- Tomasz Radawiec jako Adam Szul
- Konrad Bugaj jako Michał Rasiak
- Anna Gajewska jako Liliana Goździk
- Barbara Kałużna jako Małgorzata Wiśniewska-Krajewska, była narzeczona Szula
- Janusz Onufrowicz jako Krajewski, mąż Małgorzaty
- Stanisław Banasiuk jako prokurator Michał Wardęga
- Mirosław Konarowski jako sędzia (także odcinki 60, 61, 85)
- Paweł Nowisz jako sędzia (także odcinki 49, 59, 90)

Odcinek 33
- Krzysztof Kowalewski jako Lucjan Zawilski
- Aleksandra Bednarz jako Justyna Migałło, wnuczka Lucjana
- Robert Jarociński jako adwokat Justyny Migałło
- Cezary Iber jako Tomasz Migałło, mąż Justyny
- Elżbieta Gaertner jako sąsiadka Lucjana
- Wenanty Nosul jako Ryszard, kolega Lucjana
- Włodzimierz Adamski jako prokurator okręgowy, później prokurator regionalny (także odcinki 39, 44, 54, 62, 63, 67, 68)
- Danuta Kowalska jako żona prokuratora okręgowego

Odcinek 34
- Marta Juras jako Karina Pikulska
- Hubert Jarczak jako Kostek Zaremba, chłopak Kariny
- Bożena Baranowska jako Ela, ciotka Kariny
- Mariusz Luszowski jako Henryk, wuj Kariny
- Wojciech Droszczyński jako ordynator w szpitalu psychiatrycznym
- Aleksandra Nieśpielak jako Lucyna Duda
- Marcin Piętowski jako Sergiusz Duda, były mąż Lucyny
- Janina Pruszkowska jako pikietująca starsza pani
- Dariusz Siastacz jako prokurator (także odcinki 47, 72)
- Krzysztof Kalczyński jako sędzia

Odcinek 35
- Andrzej Glazer jako Jerzy Kobus, dyrektor Funduszu Rodzinnego
- Jakub Bohosiewicz jako adwokat Kobusa
- Norbert Kaczorowski jako prawnik Paweł, kolega Agaty
- Alina Kamińska jako Renata Szeląg
- Maria Konarowska jako Magda Kołacz
- Robert Jaroszek jako kontroler z UOKIK
- Piotr Kieraga jako członek kierownictwa firmy Bylińskiej
- Tomasz Ignaczak jako członek kierownictwa firmy Bylińskiej
- Piotr Urbaniak jako prokurator
- Andrzej Mrowiec jako sędzia
- Katarzyna Krzeszkowska jako ona sama, Miss Polski 2012

Odcinek 36
- Marek Kalita jako Jan Kowalski
- Karolina Dryzner jako Wiktoria
- Andrzej Andrzejewski jako Seweryn, przyrodni brat Wiktorii
- Halina Chrobak jako Ewa Lisowska
- Andrzej Precigs jako sędzia (także odcinki 42, 70, 85)
- Paweł Smagała jako bezdomy Jakub Smolik (także odcinek 41)

Odcinek 37
- Robert Zawadzki jako Michał Bielański, wychowawca w przedszkolu
- Iwona Katarzyna Pawlak jako dyrektorka przedszkola
- Dominika Figurska jako mama Błażeja, podopiecznego Bielańskiego
- Maciej Grzybowski jako dziadek Błażeja
- Krzysztof Artur Janczar jako ojciec dziecka, byłego podopiecznego Bielańskiego
- Monika Obara jako mama przedszkolaka
- Dariusz Kordek jako Piotrowski
- Cezary Poks jako szef domu aukcyjnego
- Kacper Anuszewski jako prawnik domu aukcyjnego
- Kamil Toliński jako informatyk domu aukcyjnego
- Dorota Zielińska jako sędzia Morawska (także odcinki 59, 67, 75)
- Agnieszka Skup jako aplikantka Bitnera (także odcinek 40)

Odcinek 38
- Ilona Ostrowska jako Nina Trzaska, przyjaciółka Doroty
- Krzysztof Banaszyk jako Borys Trzaska, mąż Niny
- Adam Bauman jako adwokat (także odcinek 44)
- Magdalena Kielar jako Ada Durant-Lecouvrer, klientka Marka
- Katarzyna Zawadzka jako Aniela, córka Bylińskiej
- Renata Berger jako sędzia (także odcinek 62)

Odcinek 39
- Anna Milewska jako Helena Kolibowska i Irena Stryszowska (Flis), siostra bliźniaczka Heleny
- Ewa Kania jako Krystyna Michancka, córka Heleny
- Mieczysław Morański jako Czesław Zarzeczny
- Michał Jarmicki jako taksówkarz
- Andrzej Deskur jako pełnomocnik ZUS-u
- Bogdan Misiewicz jako sędzia
- Anna Łopatowska jako sędzia
- Krzysztof Stasierowski jako ksiądz w Bydgoszczy (także odcinek 70, 86)

Odcinek 40
- Wiktoria Gąsiewska jako Ania Czerwińska
- Robert Gonera jako Czerwiński, ojciec Ani
- Joanna Orleańska jako Urszula Czerwińska, matka Ani
- Elżbieta Jędrzejewska jako redaktor naczelna
- Magdalena Kacprzak jako dziennikarka
- Piotr Głowacki jako pełnomocnik wydawnictwa
- Konrad Jałowiec jako Zbigniew Wójcik
- Krzysztof Cybiński jako biegły psycholog
- Agata Piotrowska-Mastalerz jako sędzia
- Edwin Petrykat jako dziekan, wykładowca Bartka (także odcinek 41)
- Paweł Audykowski jako rzecznik dyscyplinarny (także odcinek 41)
- Małgorzata Zajączkowska jako mecenas Katarzyna Rybińska (także odcinki 41, 44)
- Krzysztof Machowski jako mecenas Szymoński (także odcinek 41)

Odcinek 41
- Martyna Peszko jako sierżant Monika Jarocka
- Mirosław Baka jako komisarz Adrian Majewski
- Michał Chorosiński jako policjant Polański
- Marcin Przybylski jako sierżant Tomasz Tomala
- Dominik Bąk jako Paweł Głowiński
- Krzysztof Maliński jako sędzia Wacławiak
- Konrad Jałowiec jako Zbigniew Wójcik
- Adam Szyszkowski jako prokurator Lis (także odcinki 64, 78)

#### IV seria
Odcinek 42
- Paweł Ławrynowicz jako Mateusz Sitarski
- Lela Meburishvili jako Mariza, żona Mateusza
- Otar Saralidze jako brak Marizy
- Marcin Stec jako Piotr Czajka, przyjaciel Mateusza
- Stanisław Melski jako kapitan Tarkowski
- Sebastian Perdek jako marynarz Sylwek
- Jan Pęczek jako dziekan (także odcinek 45)

Odcinek 43
- Magdalena Kuta jako Krystyna Wróbel (także odc. 90)
- Sylwia Boroń jako Anna Wróbel, córka Krystyny
- Jacek Lenartowicz jako Tomasz Piotrowski (także odcinek 57)
- Łukasz Chrzuszcz jako Marcin Piotrowski, syn Tomasza (także odcinek 57)
- Agnieszka Czekańska jako Ewelina Tumska
- Krzysztof Respondek jako Wiktor Tumski
- Piotr Polak jako Bernaś
- Robert Jarociński jako adwokat (także odcinek 43)
- Anna Matysiak jako studentka Kasia (także odcinki 44, 45)
- Mikołaj Dróżdż jako student Adam (także odcinki 44, 45)
- Zbigniew Styrczula jako student Tomek (także odcinki 44, 45)
- Mariusz Seliwonik jako zastępca prokurator Okońskiej

Odcinek 44
- Paulina Chruściel jako Ewa Czaplińska
- Aleksandra Konieczna jako Bożena Twardoch
- Andrzej Kurcz jako Zagórny
- Michał Czachor jako Konrad Tczewski, syn Rybińskiej
- Maciej Ferlak jako przewodniczący sądu dyscyplinarnego
- Beata Łuczak jako członkini sądu dyscyplinarnego
- Wanda Neumann jako sędzia

Odcinek 45
- Witold Dębicki jako Waldemar Rodziejowicz (także odcinek 75)
- Grzegorz Przybył jako hrabia Rylski, sąsiad Waldemara
- Marlena Durda jako narzeczona Rylskiego
- Anna Chrostowska jako Marta Prus
- Mirosław Jękot jako pełnomocnik miasta
- Robert Olech jako sędzia
- Dominika Biernat jako sędzia
- Waldemar Błaszczyk jako Grzegorz Brylski, wspólnik Wojtka Gawrona (także odcinki 46, 47)
- Łucja Żarnecka jako sąsiadka Agaty (także odcinek 49)

Odcinek 46
- Dominika Ostałowska jako minister Barbara Król
- Bartosz Opania jako Andrzej Król, mąż Barbary
- Krzysztof Kuliński jako Jan Madej, doradca Barbary Król
- Małgorzata Goździk jako Daria
- Mirosław Jękot jako pełnomocnik miasta
- Adam Pater jako prokurator
- Monika Laskowska jako dziennikarka (także odcinki 53, 79)

Odcinek 47
- Łukasz Matecki jako sędzia Jaśkiewicz
- Michał Rudnik jako prokurator
- Krzysztof Zakrzewski jako dozorca
- Grzegorz Łukawski jako rzeczoznawca Bogdan Staroń
- Krzysztof Bochenek jako sędzia
- Łukasz Pawłowski jako adwokat Małecki (także odcinki 62, 86)
- Konrad Eleryk jako żołnierz

Odcinek 48
- Jakub Kamieński jako Michał Bereda
- Leszek Piskorz jako Tadeusz Bereda, ojciec Michała
- Andrzej Musiał jako Radosław Borowczyk
- Robert Martyniak jako Ryszard Maleńczak
- Andrzej Dębski jako adwokat Beredy
- Anna Korzeniecka jako babcia Tosi (także odcinki 54 i 56)

Odcinek 49
- Mateusz Damięcki jako Kostek Kamiński, hokeista
- Paulina Klimaszewska jako dziewczyna Kostka
- Aleksander Stasiewicz jako Adrian Jazgar
- Maciej Nawrocki jako Rafał Szewczyk
- Jolanta Nowicka jako matka Szewczyka
- Piotr Miazga jako Witold Szczerski, właściciel firmy komputerowej
- Tomasz Lulek jako trener drużyny Jazgara
- Joanna Król jako mecenas Romańska

Odcinek 50
- Magdalena Turczeniewicz jako Magdalena Bukowska
- Jacek Rozenek jako Jerzy Hartman, były mąż Magdy Bukowskiej
- Ziemowit Wasielewski jako Artur, przyjaciel Magdy
- Beata Chruścińska jako Ewa Rutkowska, była partnerka Hartmana
- Kinga Preis jako Alicja Romaniuk
- Piotr Kozłowski jako prokurator
- Dobromir Dymecki jako adwokat
- Mariusz Drężek jako paparazzo

Odcinek 51
- Ewa Makomaska jako Alina Dobry
- Przemysław Redkowski jako cukiernik Dominik
- Hanna Piaseczna-Czerniak jako Natalia, właścicielka kawiarni
- Jan Rotowski jako Wiktor
- Wojciech Starostecki jako krytyk kulinarny
- Michał Cyndler jako krytyk kulinarny
- Jacek Łuczak jako krytyk kulinarny Rafał Algiński
- Agata Skórska jako Inga
- Cezary Łukaszewicz jako nauczyciel Paweł Walczak (także odcinek 52)
- Paweł Dobrowolski jako ojciec Karola
- Ewa Kozakow jako matka Karola
- Konrad Mrozik jako Karol
- Natalia Iwańska jako uczennica Kasia Strycz
- Marcel Wiercichowski jako samobójca Jan Grzelak
- Joanna Niemirska jako Anita Grzelak
- Ryszard Chlebuś jako ksiądz
- Jolanta Jurewicz jako Jadwiga, ciotka Agaty
- Magdalena Grąziowska jako Julia Bogacz (także odcinek 52)

Odcinek 52
- Renata Dancewicz jako Marta Majewska, żona komisarza Krzysztofa (także odcinki 53 i 54)
- Piotr Żurawski jako Bernard Bogacz
- Tomasz Mandes jako Mariusz Wysocki
- Anna Przygoda jako Martyna
- Amelia Matuszewska jako córka Bernarda i Julii
- Sebastian Domagała jako policjant
- Mariusz Śliwkowski jako policjant
- Klaudiusz Chrostowski – sąsiad
- Natalia Bednarczyk – kasjerka
- Maria Szadkowska-Malinowska – właścicielka mieszkania Justyny (także odcinek 54)

Odcinek 53
- Wiesław Bednarz jako ksiądz
- Andrzej Brydak jako reporter
- Agnieszka Sitek jako Iwona Rydlewska
- Maciej Wojdyła jako Paweł Rydlewski
- Agnieszka Skrzypczak jako Weronika
- Jacek Kopczyński jako mecenas Waltz (także odc. 77)
- Katarzyna Chorzępa jako asystentka Waltza
- Sławomira Łozińska jako sędzia
- Jakub Kornacki – pracownik ośrodka adopcyjnego
- Joanna Domańska jako lekarka
- Maciej Wyczański jako lekarz

Odcinek 54
- Philippe Tłokiński jako adwokat Cyprian, kolega Justyny (także odcinek 57, 77)
- Roman Gancarczyk jako prokurator Witold Starzecki (także odcinek 60, 61, 62, 68)
- Mateusz Grydlik jako sędzia Łukasik
- Filip Kosior jako kelner
- Karolina Muszalak jako Bożena
- Magdalena Ostolska jako lekarka
- Sebastian Świerszcz jako pracownik banku

#### V seria
Odcinek 55
- Tracy Green jako imigrantka Asali z Somali
- Henryk Hakizimana jako syn Asali
- Rafał Mohr jako Jan Tarski (także odcinek 79)
- Piotr Rękawik jako radca prawny
- Jacquelene Maina jako imigrantka z Czadu
- Mira Schuler jako dziewczyna z ośrodka
- Przemysław Wasilkowski – jak policjant śledczy
- Paweł Ferens jako strażnik graniczny
- Anna Ułas jako strażniczka graniczna
- Robert Wrzosek jako ochroniarz w domu publicznym
- Stanisław Pąk jako taksówkarz

Odcinek 56
- Ewa Skibińska jako Jadwiga Woźniak (także odcinki 57, 62, 65, 67)
- Robert Czebotar jako doktor Rogacewicz (także odcinek 57)
- Dominika Markuszewska jako doktor Górowska (także odcinek 57)
- Zbigniew Borek jako prokurator
- Izabela Celińska jako pielęgniarka
- Wojciech Cygan jako sędzia
- Tadeusz Dylawerski jako Jan Biłgorajski
- Justyna Zbiróg jako Biłgorajska (także odcinek 57, 67)
- Grzegorz Kulikowski jako Maciej Paluch
- Katarzyna Z. Michalska jako Kamila Szolc
- Piotr Szwedes jako Struzik
- Jerzy Słonka – właściciel zajazdu

Odcinek 57
- Anna Borowiec-Matuszewska jako pani Ewa
- Gizella Bortel – córka Ewy
- Magdalena Celówna-Janikowska jako pani Wanda
- Zbigniew Suszyński jako mecenas Antoni Kucharski
- Mirosław Kowalczyk jako lekarz SOR

Odcinek 58
- Monika Bolly jako Róża Cieślak
- Arkadiusz Brykalski jako mąż Róży Cieślak
- Waldemar Barwiński jako adwokat Róży Cieślak
- Mateusz Więcławek jako Aleks
- Antoni Żakowicz jako Stasio „Gutek”, brat Aleksa
- Katarzyna Sawczuk jako Janka, koleżanka Aleksa
- Marta Alaborska jako kierowniczka Rodzinnego Ośrodka Diagnostyczno-Konsultacyjnego
- Piotr Borowiecki jako kucharz w restauracji, miejscu pracy Aleksa
- Jacek Beler jako muzyk Henryk Piątek „MC Kizior”
- Michał Breitenwalnd jako adwokat Piątka
- Mikołaj Krawczyk jako muzyk Kowal
- Juliusz Chrząstowski jako Nowak (także odc. 63, 66, 67)
- Jacek Król jako Adamski (także odc. 63, 66, 67)
- Marzena Gryzińska jako żona Adamskiego
- Bartłomiej Firlet jako brat Adamskiego (także odc. 67)

Odcinek 59
- Maria Czykwin jako Anna
- Teresa Kwiatkowska jako Czesława Radzik, matka księdza Adama
- Magdalena Kajrowicz jako Agnieszka Marciniak, córka Renaty
- Magdalena Jaroszuk jako Renata Marciniak
- Mariusz Zalejski jako Marciniak, mąż Renaty
- Mateusz Winek jako Grześ, syn Anny
- Roman Szafrański jako fotografik Foster
- Hanna Bieniuszewicz jako Katarzyna, żona Fostera
- Jerzy Połoński jako adwokat Krężel
- Dagmara Bąk jako dziennikarka Sylwia
- Andrzej Oksza-Łapicki jako proboszcz

Odcinek 60
- Marian Dziędziel jako dróżnik Wiesław Pietroń (także odcinek 61)
- Filip Pławiak jako dróżnik Paweł Pietroń, syn Wiesława (także odcinek 61)
- Kornelia Angowska jako Magda Pietroń, żona Pawła (także odcinek 61)
- Marek Cichucki jako Woliński, sąsiad Wiesława (także odcinek 61)
- Mirosława Niemczyk żona Wolińskiego
- Kinga Ciesielska jako dróżniczka Klaudia Baranowska
- Magdalena Płaneta jako Małgorzata Kostrzewa (także odcinek 63)
- Arkadiusz Głogowski jako Wiktor Kostrzewa, mąż Małgorzaty
- Adrianna Gruszka jako Urszula Milewska, znajoma Kostrzewów
- Karol Pocheć Tomasz Milewski, znajomy Kostrzewów
- Natalia Rybicka jako Julia Nawrocka, córka prezesa Prospectrum (także odcinki 62, 66, 67)

Odcinek 61
- Jarosław Góral jako biegły Ryszard Żak
- Cezary Jankowski jako inżynier
- Maciej Marczewski jako Klaudiusz Maj, właściciel firmy
- Mieszko Barglik Miłosz, szef działu IT w firmie Maja
- Michał Dworczyk jako prawnik BSA
- Piotr Łukaszczyk jako dziennikarz Dominik Paliński
- Oskar Hamerski jako Jacek Małecki, doradca w Ministerstwie Transportu

Odcinek 62
- Arkadiusz Bazak jako August, powstaniec warszawski
- Paulina Napora jako Beata, córka Augusta
- Barbara Majewska jako sąsiadka Augusta
- Marek Sawicki jako Artur Winiarz
- Maciej Sikorski jako Sznycel
- Zdzisław Sobosiński jako dziekan

Odcinek 63
- Olga Bończyk jako Magda Tulińska, żona Krzysztofa (także odc. 66, 67, 71)
- Katarzyna Herman jako Halina Wieloch
- Wojciech Majchrzak jako Grzegorz Wieloch
- Maciej Cempura jako Marcin, kolega Kacpra
- Marcin Wojciechowski jako Filip, kolega Kacpra
- Elżbieta Mrozińska jako matka Kacpra
- Michał Kitliński jako adwokat
- Bogdan Smagacki jako sędzia
- Magdalena Waligórska jako Żaneta Wilk (także odcinek 66, 67)
- Michał Wielewicki jako Gębała (także odcinek 66, 67)

Odcinek 64
- Katarzyna Gniewkowska jako lekarka Aleksandra Włoch
- Marcin Bosak jako Mariusz, syn Aleksandry
- Marta Malinowska jako Magda, żona Mariusza
- Monika Dryl jako farmaceutka Ewa
- Grzegorz Gierak jako burmistrz
- Ireneusz Machnicki jako urzędnik
- Zbigniew Jędrusik jako prezes spółdzielni
- Sebastian Grek jako sędzia

Odcinek 65
- Łukasz Lewandowski jako adwokat Młodkowski
- Wojciech Brzeziński jako policjant Kwaśny
- Marcin Sitek jako policjant Maślak
- Nikodem Kasprowicz jako sędzia
- Dariusz Górski jako Roman Parzysz
- Jadwiga Wolska jako Duniszewska
- Artur Gotlied jako Duniszewski
- Antoni Barłowski jako prezes firmy transportowej

Odcinek 66
- Bożena Furczyk jako prokurator Radomska
- Tomasz Sapryk jako adwokat Czerwiec
- Piotr Warszawski jako Wentzel (także odc. 67)
- Klaudia Kaca-Jasic jako Ewelina (także odc. 67)
- Marta Borys jako asystentka Nawrockiego

Odcinek 67
(w odcinku nie zadebiutował żaden członek obsady)

### VI seria
Odcinek 68
- Przemysław Bluszcz jako kapitan Nawrot (także odc. 69)
- Sebastian Fabijański jako szeregowy Grzegorz Faber (także odc. 69)
- Julia Pogrebińska jako porucznik Dorota Pakuła (także odc. 69)
- Tomasz Zaród jako major
- Monika Goździk jako mjr Dąbrowska (także odc. 69)
- Aleksander Machalica jako pułkownik Rogalski (także odc. 69)
- Konrad Laszewski jako szeregowy Wójcik (także odc. 69)
- Dariusz Kowalski jako prokurator wojskowy (także odc. 69)
- Andrzej Szczytko jako sędzia wojskowy (także odc. 69)

Odcinek 69
- Mikołaj Roznerski jako basejumper Przemek
- Teresa Dzielska jako wojskowa Renata Mann
- Lidia Michaluszek jako matka Pakuły
- Andrzej Brzeski jako ginekolog (także odc. 70)

Odcinek 70
- Bronisław Wrocławski jako lekarz Grzegorz Garda
- Monika Radziwoń jako stewardessa Winiarska
- Witold Kopeć jako kapitan
- Andrzej Zieliński jako Górecki (także odc. 71, 73, 74, 75, 79, 80)
- Krzysztof Krupiński jako adwokat Trąbka (także odc. 71, 75)
- Artur Kruczek jako notariusz

Odcinek 71
- Anna Cieślak jako Laura
- Magdalena Dąbrowska jako Nina, siostra Laury
- Marcin Janos-Krawczyk jako mąż Niny
- Agnieszka Judycka jako Paulina Górecka (także odc. 78, 79, 80)
- Krystian Kukułka jako aplikant (także odc. 75)
- Zdzisław Kuźniar jako Podolski
- Mirosław Zbrojewicz jako prokurator Lisowski (także odc. 72, 73, 75, 77)
- Ewelina Paszke-Lowitzsch jako przewodnicząca sądu (także odc. 72, 81)

Odcinek 72
- Adam Adamonis jako Rafał, partner Justyny (także odc. 74, 79, 82, 83, 89, 93)
- Maciej Konopiński jako Torbicki, prezes fundacji
- Henryk Niebudek jako księgowy Lepianka
- Rozalia Mierzicka jako blogerka Lena

Odcinek 73
- Paweł Ciołkosz jako Emil Michalak
- Karolina Porcari jako Natasza Michalak
- Andrzej Słabiak jako sędzia dyscyplinarny
- Andrzej Dopierała jako sędzia Flis
- Katarzyna Janekowicz jako sekretarka
- Piotr Kazimierczak jako kapitan ABW
- Małgorzata Szeptycka jako Szymańska

Odcinek 74
- Julia Kamińska jako Joanna Kot
- Maciej Brzoska jako Michał, były Joanny
- Marta Dobecka jako narzeczona Michała
- Mariusz Słupiński jako Sebastian Klich
- Robert Ninkiewicz jako Terlecki, szef ochrony kasyna
- Szymon Mysłakowski jako krupier w kasynie
- Piotr Makarski jako Eryk
- Kinga Głogowska jako Ania
- Bartłomiej Chowaniec jako adwokat Dobroń
- Hubert Zduniak jako Frankowski (także odc. 76, 77, 80)

Odcinek 75
- Magdalena Zawadzka jako Wanda
- Ewa Gierlińska jako Marysia
- Tadeusz Drzewicki jako woźny
- Joanna Kwiatkowska-Zduń jako Iwona Krzemińska, kontrahentka Góreckiego (także odc. 80)
- Grzegorz Młodzik jako sędzia ds. Doroty

Odcinek 76
- Wojciech Malajkat jako Paweł Fabiański
- Czesław Abart jako ojciec zmarłego Marcina
- Piotr Nerlewski jako syn zmarłego Marcina
- Magdalena Boczarska jako Julita
- Joanna Kupińska jako Kaśka, koleżanka Julity
- Mariusz Witkowski jako mąż Julity
- Sambor Czarnota jako adwokat

Odcinek 77
- Mariusz Ostrowski jako Mariusz, ojciec Antka
- Kamil Tkacz jako Antek
- Hanna Dunowska jako Halicka
- Tomasz Budyta jako Halicki
- Adam Hutyra jako lekarz
- Iwona Rybicka-Dul jako sędzia
- Sławomir Sośnierz jako sędzia
- Aleksander Kalinowski jako profesor Czapski
- Grażyna Kruk-Schejbal jako profesor Werner

Odcinek 78
- Marcin Rogacewicz jako architekt Marcin
- Brygida Turowska jako promotorka
- Andrzej Franczyk jako Rokowicz
- Bogusława Pawelec jako Rokowiczowa
- Przemysław Dąbrowski jako Więzowski
- Maria Mamona jako pani Tilkert (także odc. 79, 80)
- Jerzy Schejbal jako pan Tilkert (także odc. 79, 80)

Odcinek 79
- Nikodem Rozbicki jako Filip
- Magdalena Celmer jako Ola
- Bartłomiej Kasprzykowski jako Bandurski, ojciec Filipa
- Elżbieta Kamińska jako matka
- Adriana Kalska jako Kozłowska (także odc. 80)
- Joanna Gryga jako Monika, narzeczona Bandurskiego
- Marek Kocot jako pediatra
- Dariusz Wiktorowicz jako Janicki

Odcinek 80
- Ewa Bonecka jako Renata Tilkert
- Adam Strycharczuk (w tyłówce wymieniony jako „Strycharczak”) jako dziennikarz

### VII seria
Odcinek 81
- Radosław Krzyżowski jako Bielski
- Agata Hutyra jako Bielska
- Sylwia Nowiczewska jako matka zmarłego Kacpra
- Katarzyna Pośpiech jako Amelia

Odcinek 82
- Edyta Olszówka jako Hanna
- Andrzej Nejman jako Paweł
- Michał Rolnicki jako Marek
- Adam Bobik jako Bozowski
- Robert Talarczyk jako sędzia
- Przemysław Wyszyński i Łukasz Kabus jako pełnomocnicy sponsora
- Łukasz Wójcik jako agent nieruchomości
- Jan Węglowski jako księgowy
- Wojciech Żołądkowicz jako radca prawny

Odcinek 83
- Ewa Kaim jako Monika, żona Cybulskiego (także odc. 87, 88, 89, 90, 91, 92, 93)
- Łukasz Stawowczyk jako Tomek, syn Cybulskiego (także odc. 85, 86, 87, 89, 90, 91, 92, 93)
- Tomasz Drabek i Wojciech Czarnota jako ławnicy Doroty
- Kaja Bień jako wykładowczyni
- Elżbieta Kopocińska (w tyłówce wymieniona jako „Katarzyna”) jako pielęgniarka
- Michał Przybysz jako policjant
- Jolanta Chełmicka jako wychowawczyni w domu dziecka (także odc. 85)

Odcinek 84
- Weronika Humaj jako Beata Skotnicka
- Katarzyna Jamróż jako Anna Skotnicka
- Witold Szulc jako Skotnicki
- Beata Buczek-Żarnecka jako Krystyna, biologiczna matka Beaty
- Tadeusz Falana jako lekarz
- Elżbieta Gruca jako salowa
- Karolina Gorzkowska jako pielęgniarka
- Krystyna Paraszkiewicz-Pater jako pielęgniarka
- Sebastian Stankiewicz jako Misiek

Odcinek 85
- Anna Gorajska jako Ewelina Śliwa
- Tomasz Tyndyk jako Fabian
- Paweł Okoński jako Adam Śliwa
- Michał Bajor jako haker Igor
- Jarosław Kuźniar jako dziennikarz
- Joanna Opozda jako Marlenka, koleżanka Jaśka (także odc. 86, 87)

Odcinek 86
- Iwona Wszołkówna jako Jolanta Kruk
- Robert Wabich jako mąż Jolanty
- Mariusz Jakus jako prokurator Miłek (także odc. 93)
- Wojciech Mecwaldowski jako Mirek Dąbrowa
- Maria Ciunelis jako Teresa Wielgosz
- Rafał Zawierucha jako Grzesiek
- Andrzej Żółkiewski jako dziekan

Odcinek 87
- Weronika Książkiewicz jako Ewelina Ćwiklińska
- Jan Raubo jako syn Ćwiklińskiej
- Zygmunt Malanowicz jako oskarżony Stępień
- Barbara Lauks, Izabela Burska, Małgorzata Puzio jako ofiary Stępnia
- Michał Breitenwald jako adwokat

Odcinek 88
- Borys Szyc jako komisarz Nowak, oskarżony
- Sebastian Lach jako Wiśniewski, partner Nowaka
- Georgi Angielow jako gangster „Blacha”

Odcinek 89
- Maria Maj jako Michałowska
- Kazimierz Kaczor jako Michałowski
- Igor Michalski jako Bronek
- Zbigniew Lesień jako prezes Łobuch
- Wojciech Chorąży jako Łucki

Odcinek 90
- Piotr Polk jako Rafał Zagórny
- Anna Grycewicz jako żona Rafała
- Jakub Wieczorek jako Dariusz Wolczyk
- Michał Kościuk jako oskarżony ochroniarz
- Zofia Charewicz jako Halina
- Jerzy Molga jako mąż Haliny
- Jerzy Senator jako brat Haliny (także odc. 91)
- Małgorzata Zawadzka jako córka Haliny
- Piotr Pilitowski jako sędzia
- Czesław Bogdański jako lekarz
- Artur Pierściński jako pokerzysta Zawiski
- Zuzanna Dziubałko jako Ania, córka Cybulskiego (także odc. 91, 92, 93)
- Paweł Kugel jako Paweł, syn Cybulskiego (także odc. 91, 92, 93)
- Agata Czyżkowska jako Karina, córka Cybulskiego (także odc. 91, 92, 93)

Odcinek 91
- Sławomir Orzechowski jako Wójcicki, pracownik społeczny
- Monika Kwiatkowska jako Popławska
- Paweł Okrasa jako Popławski
- Paulina Komenda jako Wioletta
- Anna Kerth jako księgowa Klaudia
- Szczepan Banach jako prezes
- Barbara Baryżewska jako matka Moniki (także odc. 92, 93)
- Katarzyna Chrzanowska jako sędzia

Odcinek 92
- Weronika Rosati jako lekarka Kamila Braun
- Mateusz Banasiuk jako narzeczony Kamili
- Redbad Klynstra jako psychoterapeuta Murawski
- Magdalena Gnatowska jako psychpterapeutka
- Włodzimierz Matuszak jako supervisor Morawskiego
- Małgorzata Biniek jako prezenterka Ewa Murawska
- Katarzyna Bednarz jako psycholog sądowy
- Maksymilian Ceron jako prokurator
- Bogdan Ferenc jako sędzia
- Arkadiusz Janiczek jako kurator
- Jolanta Juszkiewicz jako sędzia
- Magdalena Pociecha jako Asia, narzeczona Jaśka (także odc. 93)

Odcinek 93
- Arkadiusz Cyran jako Robert Wałasek
- Dorota Ignatjew jako prokurator
- Edward Linde-Lubaszenko jako sędzia
- Wojciech Masacz jako biegły balistyk
- Andrzej Olejnik jako Roman Górny
- Kordian Rekowski jako Staszek Chudy
- Ewa Szumska jako kurator
- Tomasz Włosok jako aspirant Grzegorczyk
- Grzegorz Wojdon jako barman
- Agata Załęcka jako żona zawiskiego

## Utwory muzyczne wykorzystane w serialu
- Stanisław Sojka – „Cud niepamięci”
- Kasia Nosowska i Voo Voo – „'Nim stanie się tak”
- Raz, Dwa, Trzy – „W wielkim mieście”
- Marek Grechuta – „Dni, których nie znamy”
- Krzysztof Kiljański i Kayah – „Prócz ciebie nic”
- Mezo i Kasia Wilk – „Ważne”
- De Mono – „Żyj tylko chwilą”
- Ania Dąbrowska – „Trudno mi się przyznać”
- Andrzej Zaucha – „C’est la vie”
- Robert Gawliński – „O sobie samym”
- Reni Jusis – „A mogło być tak pięknie”
- Anita Lipnicka i John Porter – „Nobody Else”
- Raz, Dwa, Trzy – „Pod niebem pełnym cudów”
- Kayah i Royal Quartet – „Wiosna przyjdzie i tak”
- Grzegorz Turnau – „Krótka bajka”
- Edyta Bartosiewicz – „Miłość jak ogień”
- Kasia Kowalska – „Coś optymistycznego”
- Stanisław Soyka – „Love is crazy”
- Kasia Wilk – „Pierwszy raz”
- Tomasz Makowiecki – „Między nocą, a dniem”
- Bracia – „Nad przepaścią”
- Justyna Steczkowska – „Daj mi chwilę”
- Zakopower – „Boso”
- Bisquit – „Jeszcze lepiej”
- Blue Cafe – „Baby, baby”
- Marcin Rozynek – „Nick of Time”
- Czesław Mozil – „W sam raz”
- Mela Koteluk – „Działać bez działania”
- Aleksandra Galewska – „He wrote me one day”
- Kayah – „Supermenka”
- Karolina Kozak – „Mimochodem”
- Kasia Klich – „Lepszy model”
- Monika Brodka – „Niagara Falls”
- Katarzyna Groniec – „Będę z Tobą”
- LemON – „Napraw”
- Ania Dąbrowska – „Nie mogę cię zapomnieć”
- Dawid Podsiadło – „Trójkąty i kwadraty”
- Mela Koteluk – „To trop”
- Natalia Przybysz – „Niebieski”
- LemON – „Nice”
- Bracia – „Za szkłem”
- Edyta Bartosiewicz – „Upaść aby wstać”
- Kayah – „Za późno”
- Monika Urlik – „Nie wie nikt”
- Ania Dąbrowska – „Jeszcze ten jeden raz”
- Blue Cafe – „My road”
- Edyta Bartosiewicz – „Opowieść”
- Bisquit – „Prosta historia”
- MashMish – „Cud”
- Ania Dąbrowska – „Glory”
- Paulina Przybysz – „Przeczucie”
- Justyna Steczkowska – „Wracam do domu”
- Karolina Kozak i Dawid Podsiadło – „Heart Pounding”
- Justyna Steczkowska – „To tylko złudzenie”
- Hey – „Mimo wszystko”
- Bisquit – „Wielki mały człowiek”
- Mela Koteluk – „Dlaczego drzewa nic nie mówią”
- Monika Urlik – „Ty i Ja”
- Mela Koteluk – „Fastrygi”
- Poluzjanci – „Czarno biały”
- Dziewczyny – „La”
- Marcelina feat. Piotr Rogucki – „Karmelove”
- Bisquit – „Tak mało wiesz”
- Justyna Steczkowska – „Czas”
- Edyta Bartosiewicz – „Nie zabijaj miłości”
- Riffertone – „Horyzont”
- LemON – „Ake”
- Ania Rusowicz – „To co było”
- LemON – „Jutro”
- Martina M – „Mantra”
- Kasia Cerekwicka – „Między słowami”
- Natalia Przybysz – „Nazywam się niebo”
- Reni Jusis – „8 minut”
- Sylwia Grzeszczak – „Kiedy tylko spojrzę”
- Dawid Podsiadło – „And I”
- Artur Rojek – „Syreny”
- Tabb & Sound’n’Grace – „Nadzieja”
- Mela Koteluk – „Wielkie nieba”
- Mrozu feat. Sound’n’Grace – „Nic do stracenia”

## Spis serii
| Seria | Seria | Sezon       | Odcinki    | Premiera serii  | Finał serii       | Pora emisji      | Średnia oglądalność |
| ----- | ----- | ----------- | ---------- | --------------- | ----------------- | ---------------- | ------------------- |
|       | 1.    | wiosna 2012 | 1–15 (15)  | 4 marca 2012    | 3 czerwca 2012    | niedziela, 21.00 | 2 991 164           |
|       | 2.    | jesień 2012 | 16–28 (13) | 4 września 2012 | 27 listopada 2012 | wtorek, 21.30    | 2 729 497           |
|       | 3.    | wiosna 2013 | 29–41 (13) | 26 lutego 2013  | 21 maja 2013      | wtorek, 21.30    | 2 487 464           |
|       | 4.    | jesień 2013 | 42–54 (13) | 3 września 2013 | 26 listopada 2013 | wtorek, 21.30    | 2 370 817           |
|       | 5.    | wiosna 2014 | 55–67 (13) | 4 marca 2014    | 27 maja 2014      | wtorek, 21.30    | 2 168 407           |
|       | 6.    | jesień 2014 | 68–80 (13) | 2 września 2014 | 25 listopada 2014 | wtorek, 21.30    | 2 129 943           |
|       | 7.    | wiosna 2015 | 81–93 (13) | 3 marca 2015    | 26 maja 2015      | wtorek, 21.30    | 1 965 803           |

## Oglądalność
| Odcinek | I seria                    | II seria                       | III seria                | IV seria                       | V seria                    | VI seria                       | VII seria                  |
| ------- | -------------------------- | ------------------------------ | ------------------------ | ------------------------------ | -------------------------- | ------------------------------ | -------------------------- |
| 1       | 2 947 061 4 marca 2012     | 2 358 472 4 września 2012      | 2 469 029 26 lutego 2013 | 2 474 000 3 września 2013      | 2 205 529 4 marca 2014     | 2 198 585 2 września 2014      | 1 891 096 3 marca 2015     |
| 2       | 3 549 413 4 marca 2012     | 2 705 130 11 września 2012     | 2 522 828 5 marca 2013   | 2 140 655 10 września 2013     | 2 242 907 11 marca 2014    | 2 140 639 9 września 2014      | 2 026 513 10 marca 2015    |
| 3       | 2 892 214 11 marca 2012    | 2 724 918 18 września 2012     | 2 583 382 12 marca 2013  | 2 318 888 17 września 2013     | 2 262 939 18 marca 2014    | 2 011 711 16 września 2014     | 1 977 062 17 marca 2015    |
| 4       | 2 878 007 18 marca 2012    | 2 818 423 25 września 2012     | 2 707 605 19 marca 2013  | 2 124 318 24 września 2013     | 2 225 254 25 marca 2014    | b.d. 23 września 2014          | b.d. 24 marca 2015         |
| 5       | 3 035 625 25 marca 2012    | 2 880 087 2 października 2012  | b.d. 26 marca 2013       | 2 271 812 1 października 2013  | 2 385 638 1 kwietnia 2014  | b.d. 30 września 2014          | b.d. 31 marca 2015         |
| 6       | 3 257 410 1 kwietnia 2012  | 2 576 525 9 października 2012  | b.d. 2 kwietnia 2013     | 2 294 158 8 października 2013  | 2 264 170 8 kwietnia 2014  | 2 284 867 7 października 2014  | 2 150 812 7 kwietnia 2015  |
| 7       | 2 810 713 8 kwietnia 2012  | 2 304 779 16 października 2012 | b.d. 9 kwietnia 2013     | 2 129 002 15 października 2013 | 2 162 243 15 kwietnia 2014 | b.d. 14 października 2014      | b.d. 14 kwietnia 2015      |
| 8       | 2 976 958 15 kwietnia 2012 | 2 742 738 23 października 2012 | b.d. 16 kwietnia 2013    | 2 482 595 22 października 2013 | 2 086 878 22 kwietnia 2014 | 2 344 383 21 października 2014 | b.d. 21 kwietnia 2015      |
| 9       | 3 135 041 22 kwietnia 2012 | 2 773 412 30 października 2012 | b.d. 23 kwietnia 2013    | 2 413 269 29 października 2013 | 2 074 130 29 kwietnia 2014 | b.d. 28 października 2014      | 2 115 216 28 kwietnia 2015 |
| 10      | 2 942 510 29 kwietnia 2012 | 2 779 186 6 listopada 2012     | b.d. 30 kwietnia 2013    | 2 446 484 5 listopada 2013     | 2 106 389 6 maja 2014      | b.d. 4 listopada 2014          | b.d. 5 maja 2015           |
| 11      | 2 823 997 6 maja 2012      | 2 792 350 13 listopada 2012    | 2 748 805 7 maja 2013    | 2 662 743 12 listopada 2013    | 1 904 811 13 maja 2014     | b.d. 11 listopada 2014         | b.d. 12 maja 2015          |
| 12      | 2 958 509 13 maja 2012     | 2 908 809 20 listopada 2012    | 2 674 021 14 maja 2013   | 2 264 147 19 listopada 2013    | 2 103 835 20 maja 2014     | b.d. 18 listopada 2014         | b.d. 19 maja 2015          |
| 13      | 2 936 304 20 maja 2012     | 3 115 964 27 listopada 2012    | b.d. 21 maja 2013        | 2 767 143 26 listopada 2013    | 2 118 835 27 maja 2014     | 2 303 401 25 listopada 2014    | 2 069 224 26 maja 2015     |
| 14      | 2 520 625 27 maja 2012     | –                              | –                        | –                              | –                          | –                              | –                          |
| 15      | 3 158 679 3 czerwca 2012   | –                              | –                        | –                              | –                          | –                              | –                          |
| Średnio | 2 991 164                  | 2 729 497                      | 2 487 464                | 2 370 817                      | 2 168 407                  | 2 129 943                      | 1 965 803                  |

## Transmisja za granicą
Serial poza Polską emitowany jest na kanale iTVN. Prawa do emisji serialu zostały sprzedane również nadawcom zagranicznym. W Rosji serial emitowany jest pod lokalnym tytułem Правосудие Агаты na kanale Много ТВ. W Czarnogórze serial emitowano od 9 czerwca 2014 na kanale TV Vijesti pod lokalnym tytułem Agatino pravo. W Słowacji serial emitowany jest pod lokalnym tytułem Správna Agáta na kanale Jednotka (RTVS). W Turcji serial był emitowany na stacji TLC pod tytułem Adalet.